# تیم مردان یومبو–فیسما
تیم یومبو–فیسما (به هلندی: Team Jumbo–Visma) تیم هلندی است که در رشتهٔ دوچرخه‌سواری حرفه‌ای فعالیت می‌کند و جانشین تیم رابوبانک است. این تیم از سه بخش تشکیل شده‌است: تیم جهانی، تیم قاره‌ای و سیکلوکراس.
تیم در سال ۱۹۸۴ توسط یان راس با نام کوانتوم–دکوسول تأسیس شد و بیشتر رکابزنان آن از تیم تی‌ال–رالی سایکلینگ آمدند. راس از سال ۱۹۸۵ مدیر ورزشی تیم بود و حامی مالی اصلی آن بارها تغییر کرد. از جمله سوپرکونفکس، بوکلر، ووردپرفکت و نوول در سال‌های مختلف، حامی مالی تیم بودند. در نهایت، راس در سال ۱۹۹۶ قراردادی با رابوبانک امضا کرد. با پایان یافتن حمایت رابوبانک در سال ۲۰۱۲، نام تیم به بلانکو، بلکین و لوتو–یومبو تغییر یافت.
از سال ۱۹۸۴ تاکنون تیم هر سال در تور دو فرانس شرکت کرده‌است و پس از تعریف دسته‌بندی تیم‌ها در سال ۱۹۹۸، همیشه در بالاترین دسته قرار داشته‌است.